# Jim Carrey

Firma di Jim Carrey

James Eugene Carrey, detto Jim (Newmarket, 17 gennaio 1962), è un attore, comico e cabarettista canadese naturalizzato statunitense.

## Biografia
Figlio di Percy (1927-1994), musicista e contabile, e di Kathleen Oram Carrey (1927-1989), casalinga, Carrey è nato nel 1962 nella città di Newmarket, non lontano da Toronto, e ha tre fratelli più grandi: John, Patricia e Rita. La sua famiglia paterna è cattolica e ha radici francesi (il loro cognome originario era Carré), mentre la madre ha origini scozzesi, irlandesi e francesi.

## Carriera

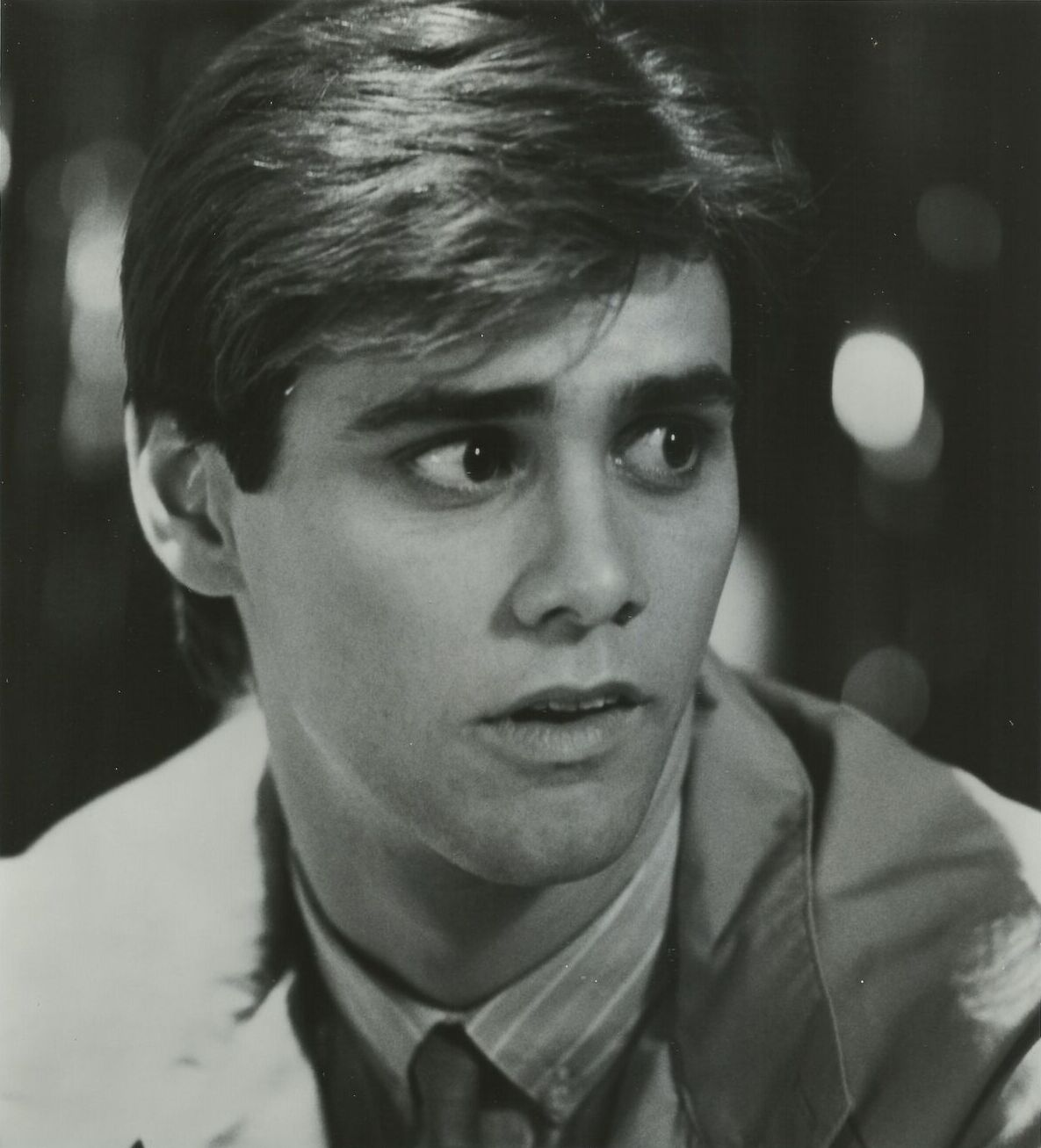
Jim Carrey nel 1985

La sua carriera iniziò come commediante: all'età di dieci anni mandò il suo curriculum al The Carol Burnett Show. Perfino i suoi insegnanti di liceo alla fine di ogni giornata di scuola gli lasciavano qualche minuto per un'esibizione alla maniera dei cabaret. Quando i suoi genitori si ritrovarono in ristrettezze economiche, a causa della perdita del lavoro subita dal padre, la famiglia si trasferì nei sobborghi di Toronto, dove frequentò la Blessed Trinity Catholic School di Toronto per due anni, per poi passare alla Agincourt Collegiate Institute. Per un certo periodo di tempo la famiglia visse addirittura in un furgone Volkswagen parcheggiato nel giardino di un parente a causa delle loro profonde difficoltà economiche.
Lasciò la scuola all'età di 16 anni per dedicarsi alla carriera di comico nei club imitando celebrità come Michael Landon e James Stewart. Nel 1979, diciassettenne, si trasferì a Los Angeles dove lavorò nel The Comedy Store quando il comico Rodney Dangerfield lo notò. Il suo modo di recitare lo impressionò talmente che lo assunse come comico all'inizio dei suoi spettacoli.
Fece un'audizione per partecipare al Saturday Night Live all'epoca in cui cercavano nuovi membri del cast per la stagione 1980-1981, ma non fu preso. Il suo primo ruolo da protagonista in televisione fu Skip Tarkenton, nel programma The Duck Factory. Carrey continuò la sua carriera facendo piccole parti in alcuni film e in televisione che alla fine lo portarono a stringere amicizia con il comico Damon Wayans. Il fratello di Wayans, Keenen, volle inserire Carrey con uno sketch nello show ideato per la Fox intitolato In Living Color.
I suoi personaggi insoliti, inclusa la palestrata Vera de Milo e il masochistico ispettore di sicurezza Fire Marshall Bill, i cui "suggerimenti per la sicurezza" pericolosi e imprudenti furono bersagliati dalla censura perché potevano indurre i telespettatori più piccoli a imitarne i comportamenti, e il suo stesso modo di fare davanti alle telecamere lo hanno portato al centro dell'attenzione statunitense e hollywoodiana.
Con Introducing... Janet (1983), debutta sugli schermi cinematografici e nel 1985 interpreta Mark Kendall, un giovane adolescente vergine inseguito da una vampira di 400 anni, nella commedia horror Se ti mordo... sei mio. Sempre nel 1985, ebbe una piccola parte nel film di Francis Ford Coppola Peggy Sue si è sposata. Nel 1988 interpreta il ruolo del rocker Johnny Squares in Scommessa con la morte con Clint Eastwood, ultimo film della pentalogia dedicata all'ispettore Harry Callaghan. Nel 1989 recita nel film Le ragazze della Terra sono facili, una commedia fantascientifica in cui recita assieme ad altri due attori molto conosciuti, Jeff Goldblum e Damon Wayans.
Nel 1994 ottenne con il film Ace Ventura - L'acchiappanimali il primo assaggio di popolarità a livello mondiale. Il film, stroncato dalla critica e per il quale ricevette una nomination al Razzie Award come peggior attore esordiente del 1994, incassò oltre settanta milioni di dollari negli Stati Uniti Nello stesso anno, escono nelle sale cinematografiche altri due film: The Mask, che incassa 23 milioni di dollari nella prima settimana di programmazione solo negli Usa e Scemo & più scemo, altro film comico/demenziale che accrebbe notevolmente la popolarità di Carrey.
Nel 1995 interpretò il villain Enigmista nel film Batman Forever e ritornò nei panni di Ace Ventura nel sequel Ace Ventura - Missione Africa. Nel 1996 interpreta il ruolo principale nel film Il rompiscatole, diretto da Ben Stiller. Nel 1997 con Bugiardo bugiardo, film di successo per famiglie nel quale interpreta un avvocato costretto a dire solo la verità, abituato però a dire bugie diventa il primo attore comico a ricevere un compenso di 20 milioni di dollari.
Nonostante il successo nelle commedie, Carrey volle interpretare, accettando una somma molto più bassa rispetto al suo cachet, The Truman Show (1998), film drammatico per il quale gli fu conferito un Golden Globe come miglior attore protagonista. In quell'anno consegnò a Michael Kahn l'Oscar al miglior montaggio per Salvate il soldato Ryan, e nella stessa occasione intrattenne il pubblico ironizzando sulla propria mancata candidatura all'Oscar al migliore attore e la vittoria di Roberto Benigni.
Nel 1999 Carrey si aggiudica il ruolo di Andy Kaufman nel film Man on the Moon. Molti altri attori erano interessati alla parte, ma Carrey strabilia tutti recitando con i bonghi che Kaufman utilizzava nelle sue performance, e ottiene la parte. Con l'interpretazione nel ruolo di Kaufman, si aggiudica un secondo Golden Globe per il miglior attore nel 2000.

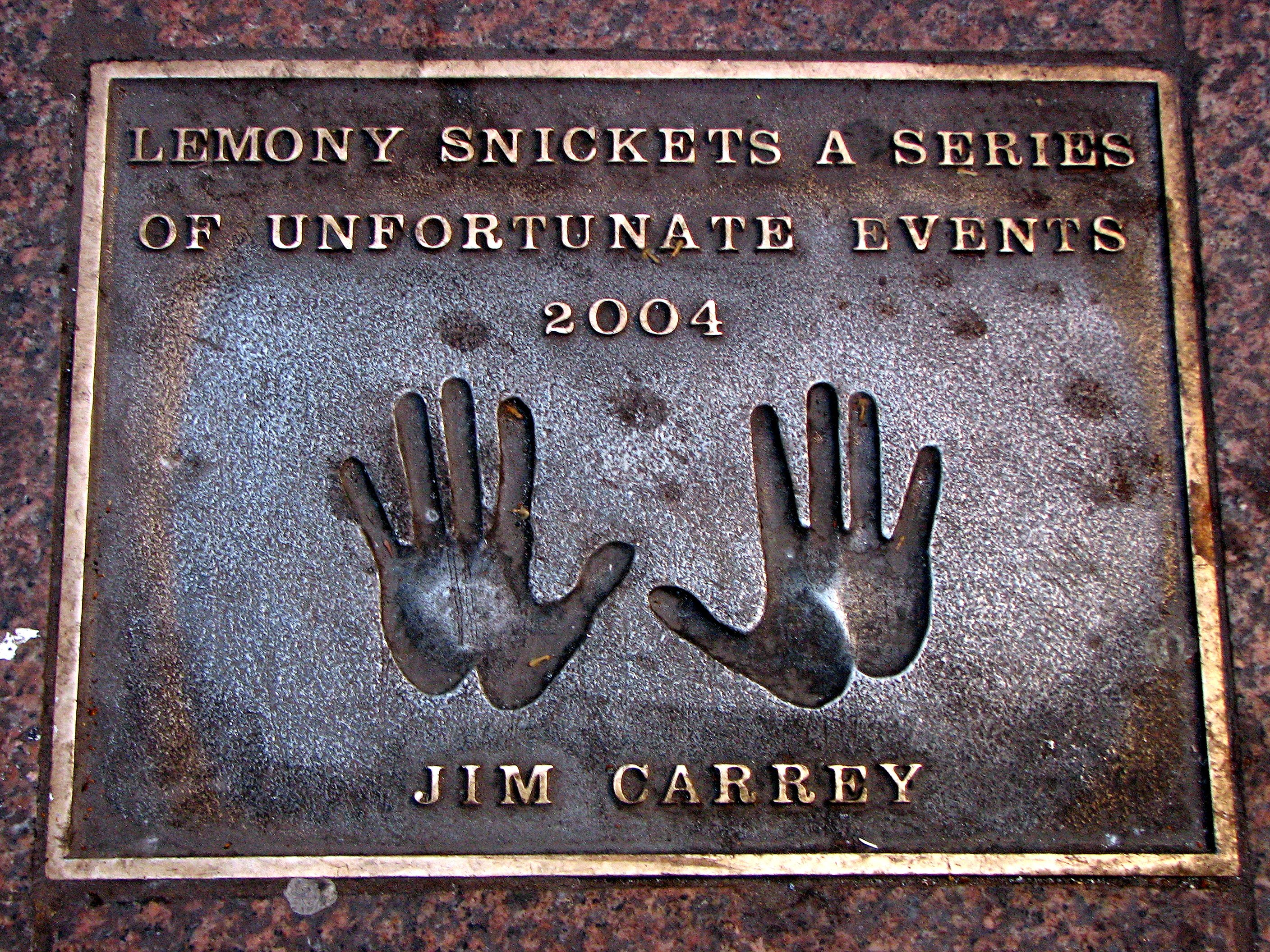
Le impronte delle mani di Jim Carrey alla Leicester Square di Londra

Nel 2000 continua a lavorare con i fratelli Farrelly nella commedia Io, me & Irene, interpretando il ruolo di un agente affetto da disturbo di personalità multipla. Nel novembre dello stesso anno esce il film campione d'incassi Il Grinch, in cui interpreta l'omonimo protagonista impegnato a sabotare le festività natalizie. Nel 2001 esce The Majestic, scritto da Michael Sloane, e diretto da Frank Darabont. Ambientato negli anni cinquanta, Carrey interpreta uno sceneggiatore cinematografico vittima della persecuzione di McCarthy, il quale perde la memoria e finisce in un paese dove lo scambiano per un eroe di guerra.
Nel 2003 torna a lavorare sotto la regia di Tom Shadyac nella commedia Una settimana da Dio che incassa oltre 480 milioni di dollari.
Nel 2004 accetta di partecipare al film Se mi lasci ti cancello, il cui copione poco commerciale fece ottenere uno scarso riscontro di pubblico, ma venne molto apprezzato dalla critica. Il film ottenne un premio Oscar come miglior sceneggiatura originale e altre due nomination per Kate Winslet agli Oscar come miglior attrice e Carrey ai Golden Globe come miglior attore. Sempre nel 2004 interpreta il malvagio Conte Olaf nel film Lemony Snicket - Una serie di sfortunati eventi, produzione da 148 milioni di dollari basata sui primi tre volumi dell'omonima saga di romanzi.
Nel 2005 interpreta il protagonista in Dick & Jane - Operazione furto, remake di Non rubare... se non è strettamente necessario, nella parte di Dick, un marito sfortunato che perde il lavoro dopo che la sua compagnia va in bancarotta. Il film incassa 200 milioni di dollari in tutto il mondo. Nel 2007 ritrova il regista di Batman Forever, Joel Schumacher, per Number 23, un thriller psicologico con Virginia Madsen e Danny Huston. Nel film, Carrey è un uomo ossessionato da un oscuro libro che ritiene in qualche modo basato sulla sua vita.
Nel 2008 presta la sua voce in Ortone e il mondo dei Chi, uscito il 18 aprile, ed è il protagonista di Yes Man.
Nel 2009 è protagonista al fianco di Ewan McGregor di Colpo di fulmine - Il mago della truffa, basato sulla vita dell'artista e impostore Steven Jay Russell. Proiettato in anteprima al Sundance Film Festival il 18 gennaio 2009, il 19 maggio è stato proiettato al Festival di Cannes 2009, ha avuto grossi problemi nel trovare un distributore negli Stati Uniti a causa delle tematiche omosessuali trattate, e l'uscita, a opera della Consolidated Pictures Group è avvenuta nell'ottobre 2010, slittando di un anno e mezzo dalla data originariamente stabilita.
Nel dicembre 2009 esce il film d'animazione A Christmas Carol, prodotto dalla Walt Disney Pictures e tratto dal famoso libro di Charles Dickens, in cui Jim Carrey ha recitato nei panni di sette personaggi (Ebenezer Scrooge piccolo e grande, i 3 fantasmi dei natali presente, passato e futuro e altri due personaggi.) grazie alla tecnica del motion capture.
All'apice del successo, l'attore cade in una profonda depressione, diradando i suoi impegni cinematografici.
Nel 2011 è stato scritturato per Pierre Pierre, una commedia che lo vedrà nel ruolo di un francese che trasporta un quadro rubato da Parigi a Londra. Il film sarà diretto da Larry Charles. Nello stesso anno interpreta il protagonista del film I pinguini di Mr. Popper, trasposizione cinematografica dell'omonimo libro per ragazzi scritto nel 1938 da Richard e Florence Atwater. Il film è stato diretto da Mark Waters ed è uscito il 17 giugno 2011.
Nel 2012 è stato impegnato sul set del film The Incredible Burt Wonderstone, per la regia di Don Scardino, uscito nel 2013. Commedia ambientata a Las Vegas, il film vede nel cast anche Steve Carell e Steve Buscemi. Nel 2013 è nel cast del film Kick-Ass 2 dove impersona il ruolo del colonnello Stars and Stripes; nel settembre dello stesso anno sono iniziate le riprese di Scemo & + scemo 2, a cui partecipa sempre in coppia con Jeff Daniels.
Nel marzo 2013, annuncia di aver scritto un libro per bambini dal titolo How Roland Rolls, con protagonista un'onda di nome Roland, descritto come "una specie di storia metafisica per bambini, che si occupa di un sacco di roba pesante in un modo davvero infantile". Carrey ha consegnato il discorso di commiato alla Maharishi University of Management di Fairfield, Iowa, nel maggio del 2014 e ha ricevuto una laurea honoris causa per i suoi successi come comico, artista, autore e filantropo. Nel 2014 viene invitato al Jimmy Kimmel Live! Nel 2015 è produttore di Detriti Kings, un documentario che descrive gli eventi che precedono e seguono l'incontro di pace di Hoe Avenue. Sempre nel 2015 il Canada ha emesso un francobollo in suo onore con il suo ritratto.
Nel 2016 torna a recitare: è nel cast del film thriller post-apocalittico The Bad Batch, dove impersona un eremita muto, e nel poliziesco thriller Dark Crimes.
Nel 2019 ha ottenuto il ruolo del dottor Ivo "Eggman" Robotnik, storico nemico di Sonic, nel film live-action Sonic - Il film, basato sulla celebre serie di videogiochi, diretto da Jeff Fowler e distribuito nelle sale nel 2020. L'attore ha ripreso tale ruolo per il sequel della pellicola, Sonic 2 - Il film, uscito nelle sale nell'aprile 2022; la pellicola ha ottenuto il maggiore incasso per un film tratto da un videogioco negli Stati Uniti, record precedentemente detenuto dal primo film. Nel 2024, oltre che riprende per la terza volta il ruolo del Dr. Eggman, ottiene anche la parte del professor Gerald Robotnik (il nonno di Eggman e di Maria, e il creatore di Shadow), nel film Sonic 3 - Il film.

## Vita privata
Carrey soffre di depressione, e per anni ha consumato Prozac per combattere i sintomi. Successivamente ha dichiarato di non assumere più farmaci o stimolanti di alcun tipo, compreso il caffè. Il 28 marzo 1987 sposa l'attrice Melissa Jaine Womer e il 6 settembre dello stesso anno nasce la sua unica figlia, Jane che nel 2010 lo rende nonno. La coppia divorzia nel 1995. Il 23 settembre 1996 sposa in seconde nozze l'attrice Lauren Holly, ma il matrimonio dura meno di un anno. Successivamente ha avuto una serie di relazioni, tra cui Laurie Holden, January Jones, Anine Bing e Renée Zellweger, sua partner in Io, me & Irene. Dal 2005 all'aprile 2010 è stato fidanzato con l'attrice e modella Jenny McCarthy. Dal 7 ottobre 2004 ha acquisito la cittadinanza statunitense, oltre a quella canadese.
Carrey ha mostrato di essere un fervente sostenitore della possibilità di rifiutare il vaccino per i propri figli e ha manifestato pubblicamente il suo disappunto in varie occasioni, sostenendo che i vaccini causerebbero l'autismo, venendo spesso criticato per questo: l'attore ha scatenato polemiche quando nel 2015 ha definito una legge sull'obbligo vaccinale in California "fascismo" e ha partecipato a manifestazioni e conferenze anche con l'ex fidanzata Jenny McCarthy.
Il 29 settembre 2015 la sua fidanzata Cathriona White è stata trovata morta nel suo appartamento di Los Angeles; aveva 28 anni. Accanto al corpo la polizia ha trovato alcune pillole. I due si erano lasciati da pochi giorni dopo una tormentata relazione durata tre anni.
Dal 2017 ha iniziato a disegnare delle vignette di satira politica su Twitter, aventi quasi sempre a oggetto critiche violente nei confronti del presidente degli Stati Uniti Donald Trump. Il 30 marzo 2019 l'attore pubblicò sul noto social media una vignetta satirica da lui stesso realizzata con protagonisti i cadaveri di Benito Mussolini e Claretta Petacci appesi a testa in giù, con palese riferimento all'evento storico del 28 aprile 1945, auspicando con una dichiarazione spontanea sulla stessa vignetta che tutti i fascisti in futuro facciano la stessa fine; la parlamentare italiana (e nipote diretta dell'ex dittatore italiano) Alessandra Mussolini ha replicato sempre via Twitter con un insulto. L'attore ribadì la sua posizione antifascista, ritenendosi basito che ancora in Italia il fascismo trovi sostenitori persino nel parlamento.
Il 14 novembre 2022 il Ministero degli affari esteri russo ha emesso un comunicato stampa nel quale vietava a Carrey di entrare in Russia, assieme ad altre 100 celebrità canadesi, come reciprocità per le sanzioni occidentali introdotte a seguito dell'invasione russa dell'Ucraina.

## Filmografia

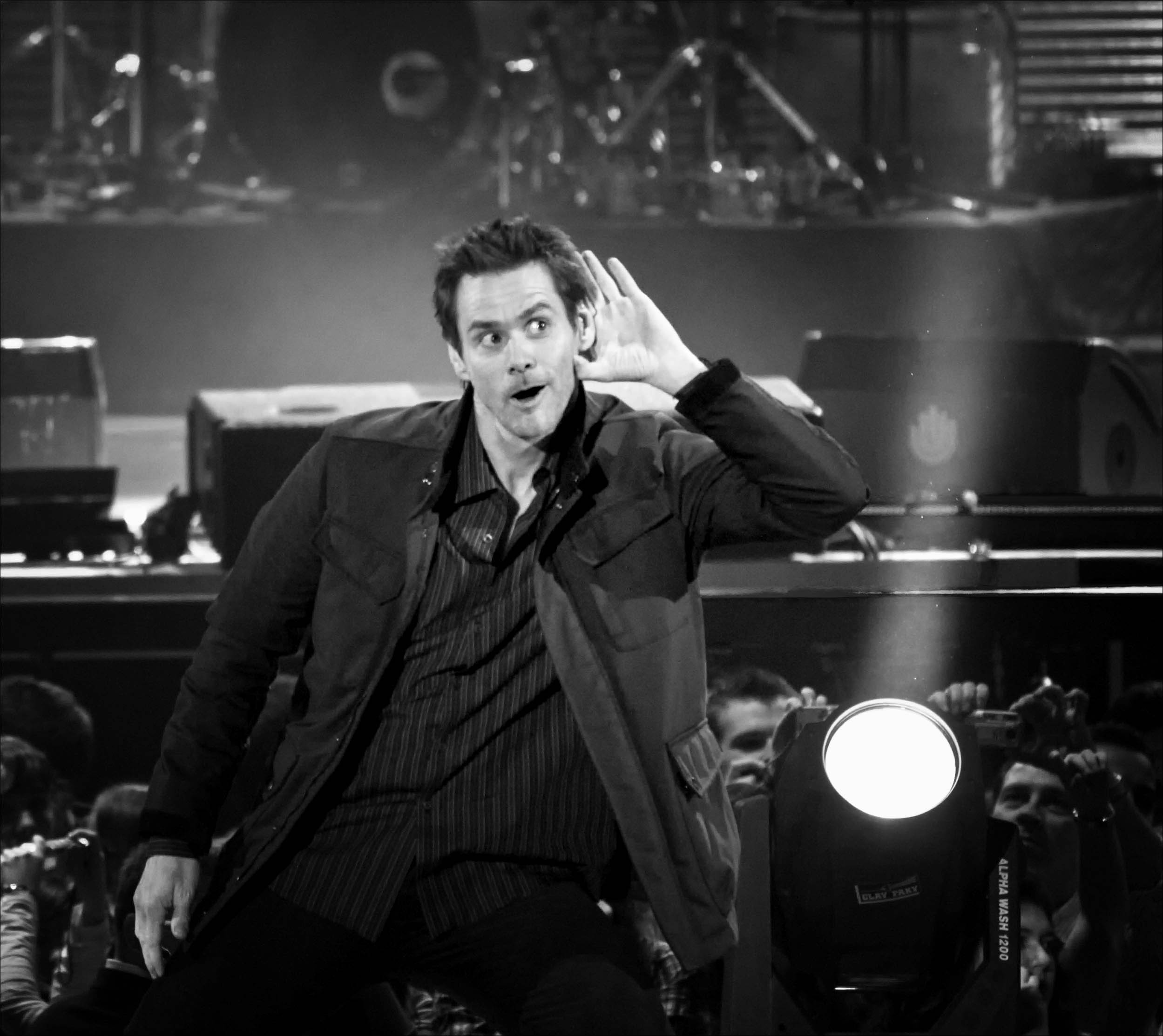
Jim Carrey a Madrid nel 2008

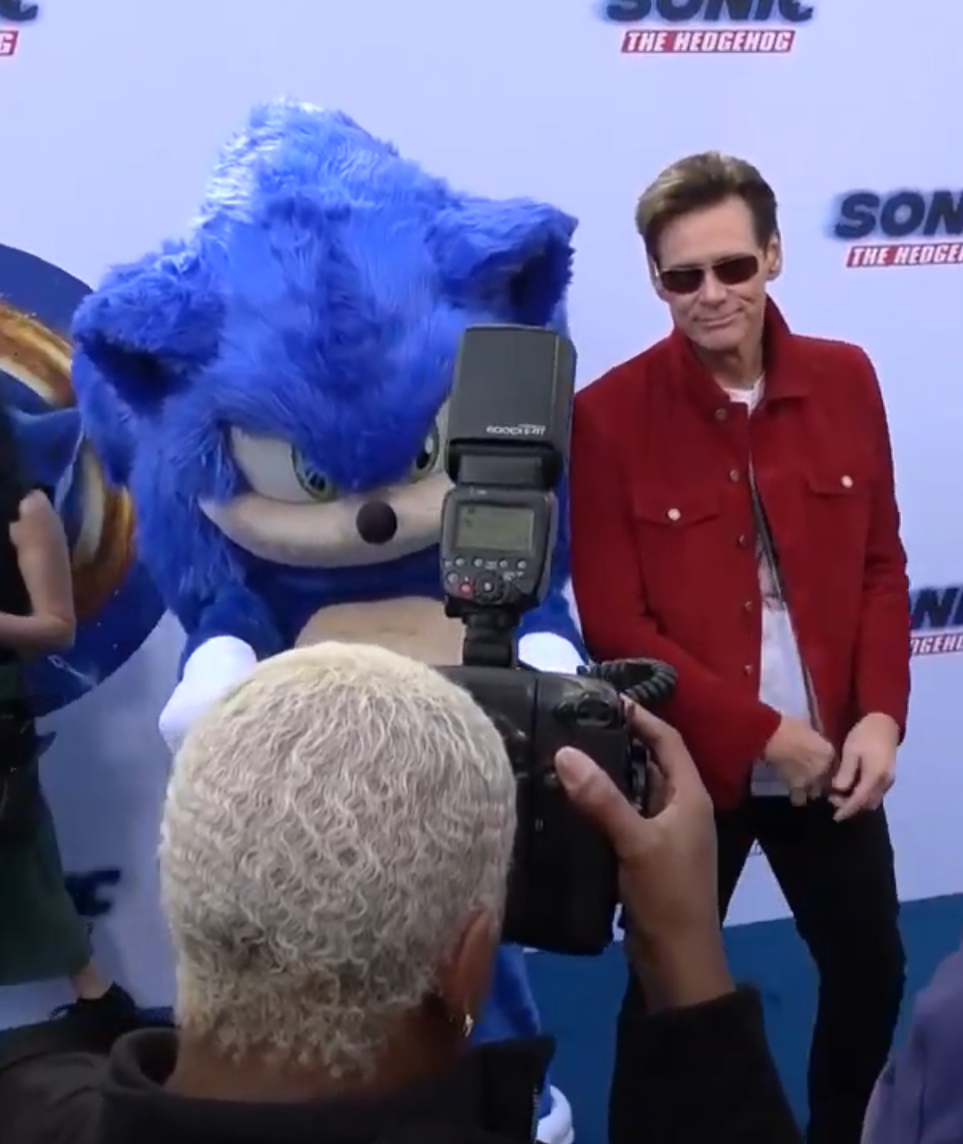
Jim Carrey durante l'anteprima di Sonic - Il film, 2020

### Attore

#### Cinema
- Il treno più pazzo del mondo (Finders Keepers), regia di Richard Lester (1984)
- Se ti mordo... sei mio (Once Bitten), regia di Howard Storm (1985)
- Peggy Sue si è sposata (Peggy Sue Got Married), regia di Francis Ford Coppola (1986)
- Scommessa con la morte (The Dead Pool), regia di Buddy Van Horn (1988)
- Le ragazze della Terra sono facili (Earth Girls Are Easy), regia di Julien Temple (1988)
- Pink Cadillac, regia di Buddy Van Horn (1989)
- Ace Ventura - L'acchiappanimali (Ace Ventura: Pet Detective), regia di Tom Shadyac (1994) – Ace Ventura
- The Mask, regia di Chuck Russell (1994)
- Scemo & più scemo (Dumb and Dumber), regia di Peter Farrelly (1994)
- Batman Forever, regia di Joel Schumacher (1995) – Enigmista
- Ace Ventura - Missione Africa (Ace Ventura: When Nature Calls), regia di Steve Oedekerk (1995) – Ace Ventura
- Il rompiscatole (The Cable Guy), regia di Ben Stiller (1996)
- Bugiardo bugiardo (Liar Liar), regia di Tom Shadyac (1997)
- The Truman Show, regia di Peter Weir (1998)
- Simon Birch, regia di Mark Steven Johnson (1998)
- Man on the Moon, regia di Miloš Forman (1999)
- Io, me & Irene (Me, Myself & Irene), regia di Peter e Bobby Farrelly (2000)
- Il Grinch (Dr. Seuss' How the Grinch Stole Christmas), regia di Ron Howard (2000) – Grinch
- The Majestic, regia di Frank Darabont (2001)
- Pecan Pie, regia di Michel Gondry – cortometraggio (2003)
- Una settimana da Dio (Bruce Almighty), regia di Tom Shadyac (2003)
- Se mi lasci ti cancello (Eternal Sunshine of the Spotless Mind), regia di Michel Gondry (2004)
- Lemony Snicket - Una serie di sfortunati eventi (Lemony Snicket's A Series of Unfortunate Events), regia di Brad Silberling (2004)
- Dick & Jane - Operazione furto (Fun with Dick and Jane), regia di Dean Parisot (2005)
- Number 23 (The Number 23), regia di Joel Schumacher (2007)
- Yes Man, regia di Peyton Reed (2008)
- Colpo di fulmine - Il mago della truffa (I Love You Phillip Morris), regia di Glenn Ficarra e John Requa (2009)
- A Christmas Carol, regia di Robert Zemeckis (2009) – Ebenezer Scrooge[67]
- I pinguini di Mr. Popper (Mr. Popper's Penguins), regia di Mark Waters (2011)
- L'incredibile Burt Wonderstone, regia di Don Scardino (2013)
- Kick-Ass 2, regia di Jeff Wadlow (2013)
- Anchorman 2 - Fotti la notizia (Anchorman 2: The Legend Continues), regia di Adam McKay (2013) - cameo non accreditato
- Scemo & + scemo 2 (Dumb and Dumber To), regia di Peter e Bobby Farrelly (2014)
- The Bad Batch, regia di Ana Lily Amirpour (2016)
- Dark Crimes, regia di Alexandros Avranas (2016)
- Sonic - Il film (Sonic the Hedgehog), regia di Jeff Fowler (2020) – Dr. Ivo "Eggman" Robotnik
- Sonic 2 - Il film (Sonic the Hedgehog 2), regia di Jeff Fowler (2022) – Dr. Ivo "Eggman" Robotnik
- Sonic 3 - Il film (Sonic the Hedgehog 3), regia di Jeff Fowler (2024) – Dr. Ivo "Eggman" Robotnik

#### Televisione
- The All-Night Show – serie TV, 5 episodi - di cui 2 mai trasmessi (1979-1980)
- Introducing... Janet, regia di Glen Salzman e Rebecca Yates – film TV (1983)
- Una vacanza fuori di testa (Copper Mountain), regia di David Mitchell – film TV (1983)
- In Living Color – serie TV, 140 episodi (1990-1994)
- Nel segno del padre (Doing Time on Maple Drive) – film TV (1992)
- The Office – serie TV, episodio 7x26 (2011)
- 30 Rock – serie TV, episodio 6x09 (2012)
- Jim & Andy: The Great Beyond - Featuring a Very Special, Contractually Obligated Mention of Tony Clifton, regia di Chris Smith – documentario (2017)
- Kidding - Il fantastico mondo di Mr. Pickles (Kidding) – serie TV, 20 episodi (2018-2020)
- Knuckles – miniserie TV, episodio 1x01 (2024)

#### Videoclip
- Out of Time, The Weeknd (2022)

### Doppiatore
- Itsy Bitsy Spider, regia di Matthew O'Callaghan (1992)
- Lemony Snicket - Una serie di sfortunati eventi – videogioco (2004)
- Ortone e il mondo dei Chi (Horton Hears a Who!), regia di Jimmy Hayward e Steve Martino (2008)

### Produttore
- Una settimana da Dio (Bruce Almighty), regia di Tom Shadyac (2003)
- Dick & Jane - Operazione furto (Fun with Dick and Jane), regia di Dean Parisot (2005)
- I'm Dying Up Here - Chi è di scena? (I'm Dying Up Here) – serie TV (2017)
- Kidding - Il fantastico mondo di Mr. Pickles (Kidding) – serie TV, 20 episodi (2018-2020)

### Sceneggiatore
- Ace Ventura - L'acchiappanimali (Ace Ventura: Pet Detective), regia di Tom Shadyac (1994)
- I'm Dying Up Here - Chi è di scena? (I'm Dying Up Here) – serie TV (2017)

## Riconoscimenti
- Golden Globe

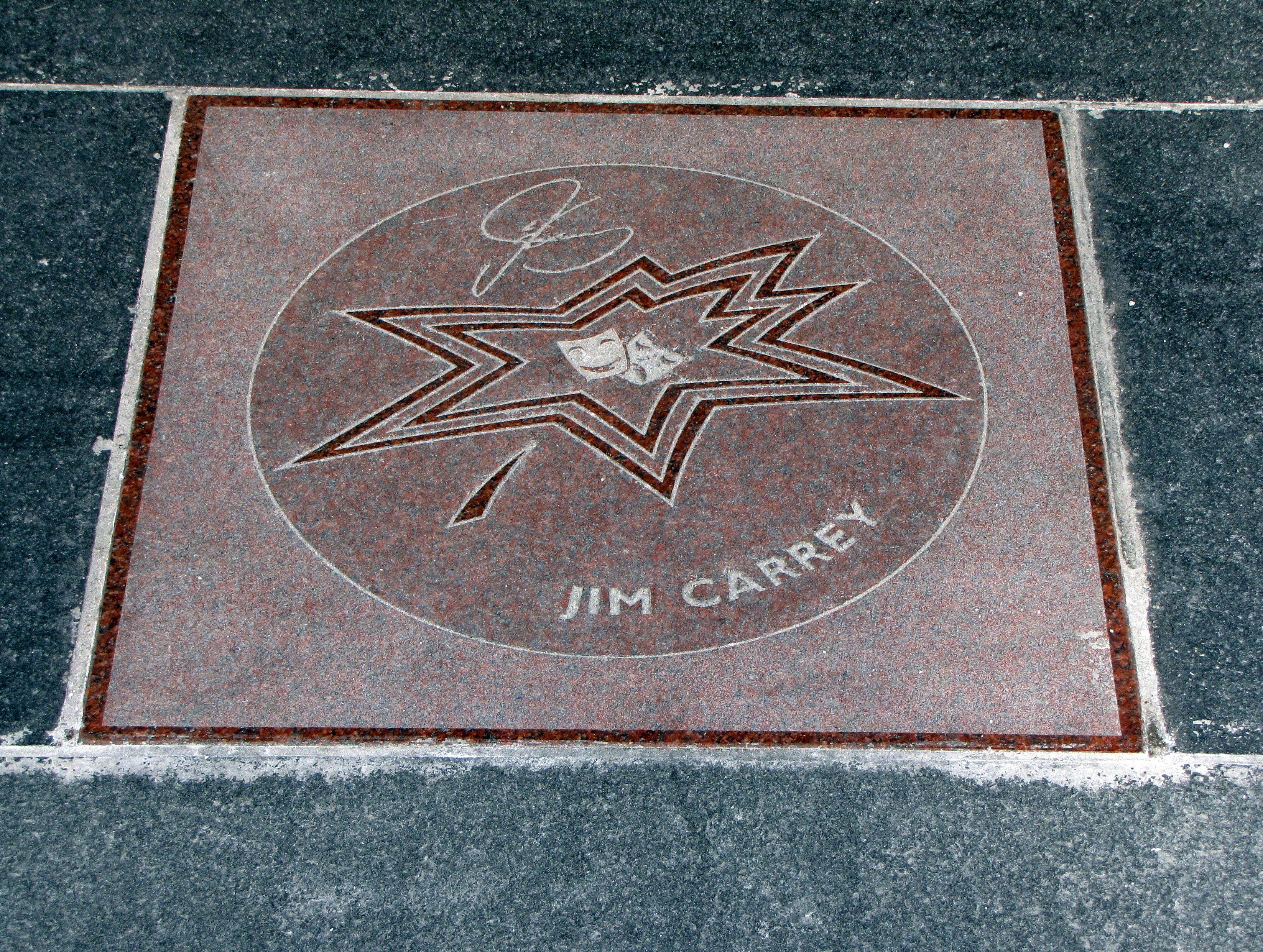
La stella di Jim Carrey nella Canada's Walk of Fame

  - 1995 – Candidatura come miglior attore in un film commedia o musicale per The Mask
  - 1998 – Candidatura come miglior attore in un film commedia o musicale per Bugiardo bugiardo
  - 1999 – Miglior attore in un film drammatico per The Truman Show
  - 2000 – Miglior attore in un film commedia o musicale per Man on the Moon
  - 2001 – Candidatura come miglior attore in un film commedia o musicale per Il Grinch
  - 2005 – Candidatura come miglior attore in un film commedia o musicale per Se mi lasci ti cancello
  - 2019 – Candidatura come miglior attore in una serie commedia o musicale per Kidding - Il fantastico mondo di Mr. Pickles
- Screen Actors Guild Award
  - 2000 – Candidatura come miglior attore protagonista per Man on the Moon
- People's Choice Award
  - 1996 – Favorite Actor in a Comedy Motion Picture
  - 2001 – Favorite Motion Picture Star in a Comedy
  - 2005 – Favorite Funny Male Star
  - 2010 – Favorite Comedy Star
- MTV Movie Award
  - 1994 – Candidatura come miglior performance comica per Ace Ventura - L'acchiappanimali
  - 1995 – Candidatura come miglior coppia per Scemo & più scemo
  - 1995 – Candidatura come miglior sequenza di danza per The Mask
  - 1995 – Candidatura come miglior performance comica per The Mask
  - 1995 – Miglior bacio (con Lauren Holly) per Scemo & più scemo
  - 1995 – Miglior performance comica per Scemo & più scemo
  - 1996 – Candidatura come miglior cattivo Batman Forever
  - 1996 – Candidatura come miglior bacio (con Sophie Okonedo) per Ace Ventura - Missione Africa
  - 1996 – Miglior performance comica per Ace Ventura - Missione Africa
  - 1996 – Candidatura come miglior performance maschile per Ace Ventura - Missione Africa
  - 1997 – Candidatura come miglior combattimento (con Matthew Broderick) per Il rompiscatole
  - 1997 – Miglior cattivo per Il rompiscatole
  - 1997 – Miglior performance comica per Il rompiscatole
  - 1998 – Miglior performance comica per Bugiardo bugiardo
  - 1999 – Miglior performance maschile per The Truman Show
  - 2000 – Candidatura come miglior performance maschile per Man on the Moon
  - 2001 – Candidatura come miglior performance comica per Io, me & Irene
  - 2001 – Miglior cattivo per Il Grinch
  - 2004 – Candidatura come miglior bacio (con Jennifer Aniston) per Una settimana da Dio
  - 2004 – Candidatura come miglior performance comica per Una settimana da Dio
  - 2005 – Candidatura come miglior cattivo per Lemony Snicket - Una serie di sfortunati eventi
  - 2006 – MTV Generation Award
  - 2009 – Miglior performance comica per Yes Man
- Satellite Award
  - 2000 – Candidatura come Best Performance by an Actor in a Motion Picture, Comedy or Musical Man on the Moon
  - 2005 – Candidatura come Best Actor in a Motion Picture, Comedy or Musical Se mi lasci ti cancello
- Kids' Choice Award
  - 1995 – Favorite Movie Actor per Ace Ventura - L'acchiappanimali e The Mask
  - 1996 – Favorite Movie Actor per Batman Forever e Ace Ventura - Missione Africa
  - 1997 – Favorite Movie Actor per Il rompiscatole
  - 1998 – Candidatura come Favorite Movie Actor Bugiardo bugiardo
  - 1999 – Candidatura come Favorite Movie Actor The Truman Show
  - 2001 – Favorite Movie Actor per Il Grinch
  - 2004 – Miglior attore protagonista per Una settimana da Dio
  - 2005 – Candidatura come Favorite Movie Actor Lemony Snicket - Una serie di sfortunati eventi
  - 2006 – Candidatura come Favorite Movie Actor Dick & Jane - Operazione furto
  - 2009 – Candidatura come Favorite Movie Actor Yes Man e Favorite Voice from an Animated Movie per Ortone e il mondo dei Chi
  - 2010 – Favorite Voice from an Animated Movie per A Christmas Carol
  - 2012 – Candidatura come Favorite Movie Actor I pinguini di Mr. Popper
- Teen Choice Awards
  - Teen Choice Awards 2003: Miglior attore in un film commedia per Una settimana da Dio
- Teen Choice Awards
  - Miglior alchimia (condiviso con Morgan Freeman) per Una settimana da Dio
  - Candidato ai Teen Choice Awards 2015: Miglior attore in un film commedia per Scemo & + scemo 2[68]
  - Candidato ai Teen Choice Awards 2015: Miglior intesa in un film (condiviso con Jeff Daniels) per Scemo & + scemo 2[68]
- MTV Movie Awards México
  - 2004 -Miracolo più divino in un film per Una settimana da Dio

## Doppiatori italiani
Nelle versioni in italiano delle opere in cui ha recitato, Jim Carrey è stato doppiato da:
- Roberto Pedicini in Batman Forever, Il rompiscatole, Bugiardo bugiardo, The Truman Show, Man on the Moon, The Majestic, Se mi lasci ti cancello, Lemony Snicket - Una serie di sfortunati eventi, Dick & Jane - Operazione furto, The Office, Number 23, Yes Man, Colpo di fulmine - Il mago della truffa, I pinguini di Mr. Popper, L'incredibile Burt Wonderstone, Kick-Ass 2, Anchorman 2 - Fotti la notizia, Scemo & + scemo 2, Dark Crimes, Kidding - Il fantastico mondo di Mr. Pickles, Sonic - Il film, Sonic 2 - Il film, Sonic 3 - Il film
- Tonino Accolla in Ace Ventura - L'acchiappanimali, Ace Ventura - Missione Africa, Simon Birch, Io, me & Irene, Una settimana da Dio
- Mauro Gravina ne Il treno più pazzo del mondo, Se ti mordo... sei mio, Le ragazze della Terra sono facili
- Pino Quartullo in The Mask, Scemo & più scemo
- Stefano Benassi ne Il Grinch, 30 Rock
- Andrea Ward in Una vacanza fuori di testa
- Loris Loddi in Peggy Sue si è sposata
- Oreste Baldini in Scommessa con la morte
- Riccardo Niseem Onorato in Pink Cadillac

Da doppiatore è sostituito da:
- Claudio Moneta in  Lemony Snicket - Una serie di sfortunati eventi (videogioco)
- Christian De Sica in Ortone e il mondo dei Chi
- Roberto Pedicini in A Christmas Carol (Ebenezer Scrooge)[69]
- Fabrizio Vidale in A Christmas Carol (Spirito del Natale passato)[69]
- Luca Ward in A Christmas Carol (Spirito del Natale presente)[69]

## Opere letterarie
- Jim Carrey e Dana Vachon, Ricordi e bugie, La nave di Teseo, ISBN 978-88-9395-594-2.